# Theristicus
Theristicus é um género de ave da família Threskiornithidae.
Este género contém as seguintes espécies:
- Curicaca-cinza, Theristicus caerulescens
- Curicaca-comum, Theristicus caudatus
- Theristicus branickii
- Íbis-de-cara-negra, Theristicus melanopis